# Европски змај
Европски змај је легендарно створење у фолклору и митологији међу преклапајућим европским културама.
Римски песник Вергилије у својој песми Culex редови 163—201, описује пастира који се бори са великом змијом, коју назива „serpent”, као и „draco”, показујући да су у његово време ове две речи вероватно значиле исту ствар.
У раном средњем веку и после њега, европски змај се типично приказује као велико створење које бљује ватру, љускаво, рогато, налик гуштеру; створење такође има кожната крила налик на слепог миша, четири ноге и дугачак, мишићав савитљив реп. Неки описи приказују змајеве са једним или више: пернатих крила, гребена (креста), набораних ушију, ватрених грива, бодљикавих шиљака низ кичму и разних егзотичних украса.
У народним причама змајева крв често садржи јединствене моћи, одржава их дуже у животу или им даје отровна или кисела својства. Типичан змај у хришћанској култури штити пећину или дворац испуњен златом и благом. Злог змаја често повезују са великим херојем који покушава да га убије, а за доброг се каже да даје подршку или мудар савет.
Иако крилато створење, змај се углавном налази у подземној јазбини, пећини која га идентификује као древно створење на земљи.

## Грчки и римски змајеви
Римски змајеви су се развили од грчких, у комбинацији са змајевима са Блиског истока, у контексту хибридне грчко/источно хеленистичке културе. Из Вавилона, сируш (Мušḫuššu) је био класичан приказ блискоисточног змаја. Књига Откривења светог Јована — грчка књижевност, а не римска — описује Сатану као „великог змаја, пламтеће црвене боје, са седам глава и десет рогова”. Велики део књижевне инспирације Светог Јована су каснохебрејска и грчка, али је већа вероватноћа да је његов змај симболизовао змајеве са Блиског истока. У Римском царству је свака војна кохорта имала посебан идентификациони сигнум (војни стандард); после Партијских и Дачких ратова Трајана на истоку, војни стандард Дачки змај ушао је у Легију са Cohors Sarmatarum и Cohors Dacorum (Сарматском и Дачком кохортом) — велики змај учвршћен на крају копља, са великом, зјапећом вилицом од сребра и са остатком тела формираним од обојене свиле. Са чељустима окренутим према ветру, свилено тело би се надувало и наборало.
Неколико персонификација зла или алузија на змајеве у Старом завету преведени су као облици змаја у Јеронимовој Вулгати, нпр. Поновљени закон (деутерономија) (32:33), Јов (30:29), Псалме (73:13, 90:13 & 43:20), Исаија (13:21, 27: 1, 34:13 & 43:20), Јеремија (9:11), и Малахија (1: 3).
Змајеви у грчкој митологији често чувају благо. На пример, Ладон, стоглави змај, чувао је дрво Хесперида све док га није убио Херакле. Слично, Питон је чувао пророчиште у Делфима све док га Аполон није убио из освете јер је Питон мучио његову мајку. За Лернејску хидру, вишеглаво змијолико мочварно чудовиште које је убио Херакле, каже се да је змај.
У причи из Апулејевог Златног магарца (која се назива и Апулејева метаморфоза), група путника тражи од пастира освежење. Пастир пита зашто им је стало до освежења на таквом месту. Старац пита путнике да ли могу да помогну да му сина извуку из бунара; један од њих одлази у помоћ. Кад се не врати у групу, они га траже. Затекну монструозног змаја како једе поменутог човека из групе, а старац је нестао.
Римски аутор Плиније Старији у својој књизи Природњачка историја (књига 8, поглавља 11 и 13) описује индијског змаја као велику змију која може да стегне слона.
Римски писац Клаудије Елијан у својој књизи De Natura Animalium описује змаја као велику змију у Индији, вероватно индијског питона, али својом величином и снагом увеличан тако да може да убије слона стезањем његовог врата; ова битка између змаја и слона понавља се са много улепшавања у каснијим описима змајева у Бестијаријаму.
Класични европски змајеви се често описују како осветљавају ваздух. Ово често узимају хришћански писци као метафору за Луцифера, чије име значи „носилац светлости”.

## Средњи век

### Опис
Током раног средњег века европска култура вековима није била у контакту са класичном књижевношћу. За то време дошло је до постепене промене уобичајене менталне слике „змаја”, односно латинског draco-а и његових еквивалената на народним језицима, што се догодило у усменој и писаној књижевности, укључујући и класичну књижевност. То је довело до приказивања у овој литератури змајева „модерног типа”, чије су карактеристике описане у наставку.
Савремена западна слика змаја развила се у западној Европи током средњег века комбинацијом змијоликих змајева из класичне грчко-римске књижевности, позивањем на блискоисточне европске змајеве сачуване у Библији и западноевропским народним предањима укључујући описе и цртеже животиња именованих као врсте змија, али непрецизно нацртаних са крилима и/или ногама. Период између 11. и 13. века представља врхунац европског интересовања за змајеве као жива бића.
Змајеви се у данашње време обично приказују са телом које личи на огромног гуштера, или змије са два пара ногу типа гуштерског, и који бљују ватру из уста. Ово потиче од континенталног змаја, који се обично назива змајем који бљује ватру. Континентални, као и многи други европски змајеви, имају крила налик шишмишу која расту из његових леђа.
Англосаксонска песма Беовулф упућује на змаја а такође и на црва или змију. Његово кретање означава англосаксонским глаголом bugan, „савијати се”, а каже се да има отровни угриз и отровни дах; све ово указује на змијолики облик и кретање, а не са телом налик гуштеру или диносаурусу, као на каснијим приказима, и не спомињу се ноге или крила; међутим показује неколико змајевих карактеристика које су касније постале популарне: бљувао је ватру, живео под земљом и сакупљао благо.
Цртежи из Рамсунда, из Викинг-ере Шведске, око 1030, описује догађаје који се односе на стару нордијску сагу, Völsunga saga, о јунаку Сигурд. Приказује змаја Фафнира као велику и веома дугу змију без крила, нацртану прилично маштовито, која окружује сцену.
Најстарија препознатљива слика западног змаја у „модерном стилу” појављује се на ручно осликаној илустрацији из бестијарија МС Харли 3244, која је произведена око 1260. године. Овај змај има два комплета крила и реп му је дужи од већине модерних приказа змајева, али јасно приказује многе исте карактеристичне особине.
Змајеви се генерално приказују као да имају подземну јазбину или пећину или да живе у рекама. Замишљени су као похлепни и прождрљиви, са алавим апетитом. Змајеви се често поистовећују са Сотоном, због референци на Сотону као „змаја” у Књизи Откривења.
У западном фолклору, змајска бића и змајеви у хришћанској књижевности обично се приказују као зли, осим углавном у астуријском и велшком фолклору и модерној белетристици. У модерном периоду и касном средњем веку, европски змај се типично приказује као огромно створење налик гуштеру које бљује ватру, љускаво и рогато, са крилима (обично кожнатим као код шишмиша, понекад пернатим), две или четири ноге и дугачким мишићавим репом. Понекад се приказује са једним или више гребена, ватреном гривом, шиљцима слоноваче низ кичму и разним егзотичним бојама. Змајева крв често има магична својства. Типичан змај штити пећину или дворац испуњен златом и благом и често је повезан са великим херојем који га покушава убити. Иако крилато створење, змај се обично налази у подземној јазбини, пећини која га идентификује као древно створење на земљи.

### Легенде и приче
Велшки монах из 12. века Џефри од Монмута препричава чувену легенду у својој Historia Regum Britanniae у којој дете пророк Мерлин сведочи о романско-келтском војсковођи Вортигерну који покушава да изгради кулу на планини Сноудон како би се заштитио од Англосаксонаца, али торањ стално пропада у земљу. Мерлин обавештава Вортигерна да се испод темеља који је изградио налази базен са два змаја у њему. Вортигерн наређује исушивање базена, излажући црвеног и белог змаја, који одмах почињу борбу. Мерлин доноси пророчанство да ће бели змај тријумфовати над црвеним, симболизујући енглеско освајање Велса, али изјављује да ће се црвени змај на крају вратити и победити белог. Ова прича остала је популарна током читавог 15. века.
Златна легенда из 13. века, написана на латинском, бележи причу о светој Маргарети Антиохијској, девици мученици која је, након што је мучена због вере у диоклецијански прогон и бачена назад у ћелију, наводно била суочена са монструозним змајем али је направила знак крста и змај је нестао. У неким верзијама приче, змај ју је прогутао и, након што је направила знак крста у змајевом стомаку, излази неповређена — или у другој верзији, након што је физички крст који је носила изиритирао змајеву унутрашњост.
Фантастичне приче измишљене су у средњем веку да објасне гаргојле који се користе као изливи воде на зградама.  Једна средњовековна француска легенда каже да је у давна времена застрашујући змај познат као Гаргојл изазивао поплаве и потапао бродове на реци Сени па су становници града Руана понудили змају једном годишње људску жртву како би ублажили његову глад. Затим је, око 600. године нове ере, свештеник по имену Роман обећао да ће, ако људи саграде цркву, ослободити их змаја. Роман је убио змаја и његова одсечена глава била је постављена на зидине града као први гаргојл. 
Постоји прича о хришћанском светом Георгију, о убијању змаја и спасавању принцезе. Иако је ова прича претхришћанска, Свети Георгије ју је учинио популарном. Стварни Свети Георгије је умро 303. године. Његова прича говори о припитомљавању и убијању змаја који је свакодневно захтевао жртву овце и људске девице. Кад је змај отишао да поједе принцезу, свети Георгије је убо звер копљем а савладао је тако што је направио знак крста и завезао му принцезин појас око врата. Свети Георгије и принцеза увели су сада послушног змаја у град, а Георгије је обећао да ће га убити ако се мештани преобрате у хришћанство. Сви грађани су се преобратили и Свети Георгије је мачем убио змаја. Приповедање је први пут смештено у Кападокију у најранијим изворима из 11. и 12. века. Каснија Златна легенда из 13. века пренела је поставку у Либију.

### Хералдика
Змајеви су истакнути у средњовековној хералдици.  За краља Утера Пендрагона (оца краља Артура) се прича да је имао два златна змаја на свом краљевском грбу. Првобитно су хералдички змајеви могли имати било који број ногу, али, до касног средњег века, због распрострањеног ширења бестијарија, хералдика је почела да прави разлику између „змаја” (са четири ноге) и „вајверна” (wyvern)(са две ноге). У митовима се вајверн повезује са опакошћу, завишћу и кугом, али у хералдици симболизује рушење тираније Сотоне и његових демонских сила. Касно-средњовековна хералдика такође се одликовала створењем налик змају познато као „сockatrice”. Cockatrice се наводно рађа када змија излеже јаје које је петао положио на ђубриште, и толико је отровно да су и његов дах и поглед смртоносни за било које живо биће, осим за ласицу, која је њен смртни непријатељ. „Базилиск” је змија са змајевом главом на крају репа која се рађа када жаба крастача излегне јаје које је положила деветогодишња сockatrice. Као и код сockatrice, за њен одсјај се каже да је смртоносан.

## Змајеви у специфичним културама

### Свети Георгије и Змај
Легенда о Светом Георгију и змају забележена је већ у шестом веку наше ере,  али најранији њени уметнички прикази потичу из 11. века а први потпуни извештај о њој потиче из 11. вековног грузијског текста. Најпознатија верзија приче из Златне легенде наводи да је змај стално пљачкао овце града Силене у Либији. Након што је појео младог пастира, људи су били приморани да га умире остављајући две овце као жртву сваког јутра поред језера у коме је живео змај. На крају је змај појео све овце и људи су били приморани да му почну нудити своју децу. Једног дана, краљева ћерка је изашла и, упркос краљевим молбама за живот, била је обучена као невеста и окована за стену поред језера као жртва. Тада је стигао свети Георгије и угледао принцезу. Када је змај дошао да је поједе, Георгије га је убо копљем и савладао га тако што је направио знак крста и завезао принцезин појас око врата. Свети Георгије и принцеза увели су сада послушног змаја у град, а Георгије је обећао да ће га убити ако се грађани преобрате на хришћанство. Сви варошани су се преобратили и Свети Георгије је мачем убио змаја. У неким верзијама, Свети Георгије се жени принцезом, али, у другим, наставља да лута.

### Германска створења налик змајевима
Најпознатији змај у нордијској и германској митологији је Фафнир. У германским причама змајеви чувају благо. Фафнир је чувао земљане хумке пуне древног блага. Благо је било проклето и доносило је болест онима који су га касније поседовали.

#### Морске змије
Морске змије се у нордијским језицима називају и орме, на староенглеском wyrm, а на средњем енглеском worm. Ови „змајеви” су обично зли, слично као грчка створења слична змајевима и другим змајевима континенталне Европе; међутим, постоје изузеци и многи не желе да иду у битку ако се не осете угроженим. Ове змије су без удова и без крила. Најпознатија морска змија у нордијској митологији је Јормунганд, који је заправо џин кога је у облику тела змије родио нордијски бог Локи, који ће једног дана убити Тора, нордијског бога грома.

### Велшки змај
Црвени змај се налази на националној застави Велса и то је и њено име („Y Ddraig Goch”, „црвени змај”). Симбол можда потиче из артуријанске легенде, или вероватније од келтског бога змаја Деви (не треба мешати са Светим Давидом Велшким). Мерлин говори о визији црвеног змаја (који представља Британце) и белог змаја (који представља инвазију Саксонаца) који се боре испод брда Dinas Emrys. Ова посебна легенда такође се налази у причама Mabinogion, у причи Lludd and Llefelys.
Змај је током историје коришћен као доминантни симбол велшких вођа, попут Овена Глендовера и Хенрија VII од Енглеске.

### Словенска створења налик змајевима

#### Але
Прича се да се врло стара змија може претворити у алу. Неки описи о алама су збуњујући јер говоре да имају женска тела. Друге личе на змајеве. Број глава ала може варирати. Але су непријатељи змајева, а у јужнословенском фолклору се понекад каже да је грмљавина настала као резултат борбе ала и змајева. Але се сматрају злим или злонамерним, док се змајеви обично сматрају добрим или добронамерним.

#### Змајеви
Змајска бића из словенске митологије имају мешовите односе према људима. На пример, Дракони (дракон, змај, ала) у бугарској митологији су или мушки или женски, а сваки род има другачији поглед на човечанство. Женка змаја и мужјак змаја, често виђени као сестра и брат, представљају различите силе пољопривреде. Женка змаја представља сурово време и уништава усеве, мрзи човечанство и у бескрајној борби са својим братом. Мушки змај штити људске усеве од уништења и генерално је благонаклон према човечанству. Ватра и вода играју важну улогу у бугарском познавању змајева: женка има карактеристике воде, док је мужјак обично ватрено биће. У бугарској легенди, дракони су троглава, крилата бића са змијским телима.
На бугарском, руском, белоруском, украјинском, српском и македонском језику, створење налик змају или „змај” (буг. Змей), змај (рус. Змей), смок (блр. Цмок), змиј (укр. Змій), змеј (мкд. змеј), генерално је зла, четвороножна звер са мало, ако их уопште има, искупљујућих квалитета. Змајеви су интелигентни, али често траже давања од села или малих градова у облику девојака (за храну) или злата. Њихов број глава креће се од једне до седам или понекад чак и више, при чему се најчешће наводе троглави и седмоглави змајеви. Главе такође поново расту ако су одсечене, осим ако се врат „не третира” ватром (слично хидри у грчкој митологији). Змајска крв је толико отровна да ће и сама Земља одбити да је апсорбује. У бугарској митологији ови „змајеви” су понекад добро, насупрот злом Ламји /ламя/, звери сличној Змају.

#### Смок
Најпознатији пољски змај (пољ. Smok) је Вавелски змај. Наводно је терорисао древни Краков и живео у пећинама на обали реке Висле испод замка Вавел. Према предању заснованом на Даниловој књизи, убио га је дечак који му је понудио овчију кожу напуњену сумпором и катраном. Након што је прогутао, змај је постао толико жедан да је коначно експлодирао након што је попио превише воде. У најстаријој верзији ове фантастичне приче из 12. века, коју је написао Винценти Кадлубек, змаја су поразила два сина краља Крака, Кракус II и Лех II. Метална скулптура змаја Вавела позната је туристичка атракција у Кракову. Вавеловски змај се појављује у грбу пољских кнезова, Пјаста из Черска.
Друга бића слична змајевима у пољском фолклору укључују базилиска, који живи у подрумима у Варшави, и краљ змија из народних легенди, иако ниједан од њих није експлицитно змај.

### Јерменски „змај”: Վիշապ
Վիշապ (Вишап) је јерменска реч за „змаја”.

### Иберијски змајеви
Иберијски змајеви су скоро увек зли, попут Куелебреа, џиновске крилате змије у митологији Астурије и Кантабрије на северу Шпаније. Обично живи у пећини, чува благо и чува као затворенике бића налик нимфама која се зову ксане или ањане.
Постоји легенда да је змај боравио у планини Пења Уруел близу града Хаке и могао да хипнотише људе својим погледом, тако да је младић који је одлучио да убије звер био опремљен сјајним штитом, тако да одбије змајев поглед. Када је младић стигао у пећину у којој је живео змај, могао га је лако убити јер је змај хипнотисао самог себе. Ова легенда је веома слична грчком миту о Медузи.
Херенсуге је име дато змају у баскијској митологији, што значи „последња змија”. Најпознатија легенда каже да је архангел Михаил сишао с неба да га убије, али само једном је Бог пристао да га лично прати.
Сугаар, баскијски мушки бог, често је повезиван са змијом или змајем, али може попримити и друге облике. Његово име се може читати као „мушка змија”.
Змајеви су добро познати у каталонским митовима и легендама, у великој мери зато што је Свети Георгије (каталонски Сант Јорди) заштитник Каталоније. Као и већина митских гмизаваца, каталонски змај је огромно створење налик змији са четири ноге и пар крила, или ретко, двоножно створење са пар крила, звано вајверн. Као и у многим другим деловима света, змајево лице може бити попут неке друге животиње, попут лава или бика. Као што је уобичајено и другде, каталонски змајеви бљују ватру, а змајева ватра све пали. Каталонски змајеви такође могу испуштати смрдљив мирис, који може иструнути све што додирне.
Каталонци такође разликују вибрију или вибру (сродно енглеском випер и вајверн), женско биће у облику змаја са истакнутим грудима, две канџе, два крила и орловим кљуном. Ови и друге митолошке фигуре су учествовале у народним прославама.
У португалској митологији, Кока је женски вајверн који се бори са Свети Георгијем за празник Христово тело. Борбе имају симболичко значење: када кока порази Светог Георгија усеви ће бити лоши и доћи ће до глади и смрти; када свети Георгије победи коку и одсече јој језик и уши, усеви ће имати добру годину и најављује се просперитет. Ипак, она се назива „светом” коком баш као што се Георгије назива свецем, а народ навија за њу.
- Кока, Португалија
- Вибриа у паради у Реусу (Шпанија)
- Кукафера током фестивала у Тарагони (Шпанија)
- Змај у Виљафранка дел Панадес (Шпанија)

### Италијански змајеви
Вајверне су обично зле у Италији, а постоји много прича о убијању вајверни. Змајеви такође варају демоне у италијанским легендама. Легенда о Светом Георгију и вајверни добро је позната у Италији, али су приказани и други свеци који се боре са вајвернама. На пример, први бискуп Форлија, Свети Меркуриалис, прича се да је убио вајверну да спасе град, тако да се често приказује у чину убијања вајверне. Слично, први светац заштитник Венеције, Свети Теодор Тирон, био је убица вајверна, а статуа која представља његово убијање вајверне и даље је на врху једне од две колоне на Тргу светог Марка. Свети Михаил, заштитник падобранаца, такође се често приказује како убија вајверну.
Према Златној легенди, коју је саставио Италијан Јакоб Ворагински, Свету великомученицу Марину је прогутао сатана у облику хидре, али је побегла жива када је крст који је носила иритирао унутрашњост хидре. Златна легенда, у нетипичном тренутку скептицизма, описује овај последњи инцидент као „апокрифни и не треба га узимати за озбиљно” (прев. Рајан, 1.369), што није спречило легенду да постане популарна и стекне уметничке третмане.
Још су распрострањеније легенде о змајевима у Италији, посебно у Умбрији. Један од најпознатијих вајверна италијанског фолклора је Тирус, вајверна која је опседала Терни у средњем веку. Једног дана, млади и храбри витез племените куће Читадини, уморан од сталних смрти својих суграђана и исељавања Тернија, суочио се са вајверном и убио је. Од тог дана, град је преузео створење у свом грбу, праћено латинским натписом: „Thyrus et amnis dederunt signa Teramnis” („Тирус и река дали су своје ознаке граду Терни”), који стоји под заставом града Терни, у част ове легенде.
Друга песма говори о другом змају који је живео у близини села Форноле, у близини Амелије, Умбрија. Папа Силвестер I стигао је у Умбрију и ослободио становништво Форнолеа од свирепости змаја, умиривши змаја. Захваљујући његовом делу, становништво је у 13. веку саградило цркву посвећену свецу на врху планине у близини змајеве јазбине. У апсиди цркве налази се фреска која представља иконографију свеца.

## Хералдика
У британској хералдици змајеви су приказани као четвороножни, разликујући их од двоноге вајверне. Увек имају крила слична шишмишу. Змајеви се традиционално приказују са језицима који завршавају бодљикавим врхом; новија хералдика приказује њихове репове који завршавају сличном бодљом, али ова особина потиче након Тјудорског периода. Током и пре ове ере, змајеви су увек били приказивани са реповима који су завршавали тупим врхом.
Што се тиче става, змајеви се обично приказују као стојећи (са све четири ноге на земљи), ходајући (са једном подигнутом ногом) или бесни (уздигнути). Врло ретко се приказују као кукавице (са репом између ногу).
Према писцу хералдичару Артуру Чарлсу Фокс-Дејвису, црвени змај од Велса на застави је настао са <i>стандардом</i> краља из 7. века, Кадваладра, а користила га је као држаче штита династија Тјудор (који су били велшког порекла). Краљица Елизабета, међутим, преферирајући злато, променила је боју змаја из црвене у златну, паралелно са променом краљевског плашта и хермелина у златни и хермелин. Можда постоји извесна сумња у велшко порекло змајског држача краљевског грба, али га је свакако користио краљ Хенри III.
У Енглеској, распрострањени црвени змај (који држи буздован) и даље је хералдички симбол округа Самерсет. Округ је некада био део рано-средњовековног англосаксонског краљевства Весекс у западној Енглеској, које је такође носило змаја, или вајверну, као симбол.
У континентално европској хералдици израз „змај” покрива већу разноликост створења него у британским системима, укључујући створења као што су вајверна, базилиск и сockatrice. У немачкој хералдици, четвороножни змај се назива lindwurm.
У Шпанији постоји много примера змајева као хералдичких симбола (посебно: два супротна змајева лица који гризу неку фигуру). Змајеве је као хералдичке симболе увео арагонски краљ Пере IV, који је помоћу змаја на кациги показао да је краљ Арагона, као хералдичку игру речи (Rei d'Aragón постаје Rei dragón; преведено на енглески као „краљ змајева”).
Историјски, грб Мадрида је поред медведа са дрветом јагоде укључивао и змаја. Овај змај има своје порекло у змају, или змији према Месонеро Романосу, која је приказана на камену клину у луку на капију несталих зидова Мадрида познатих као „Puerta Cerrada” или „Puerta de la Sierpe” (Затворена врата или врата змаја). 1582. пожар је уништио капију. У то време зидови су престали да се користе, па из тог разлога капија и околни зид никада нису обновљени. Змија, која је постала змај, задржана је као неформални симбол Мадрида све до 19. века, када је одлучено да се змај уврсти у грб. Змај се тада претворио у грифона, а грифон је нестао из грба 1967. године, иако је хералдички змај остао уклесан у камену на многим споменицима по граду.
Змај је коришћен као грб Великог краљевског грба Португалије барем до 14. века. Касније су две вајверне коришћене као држачи штита Португалије. У 19. веку, португалски краљ Педро одобрио је граду Порту уградњу змајске кресте краљевског грба у општински грб, у знак захвалности за подршку коју му је град пружио током Ратова либерала. Значка ФК Порто садржи стари општински грб Порта са грбом змаја; зато је змај усвојен као животињска маскота клуба.
У релативно новијим додацима слици змаја, језик и реп завршавали су бодљом. Тјудоровске слике змаја нису такве, већ са репом дугим и шиљатим. Изгледа да су Енглези преузели слику змаја од намачког змаја. Представљен је као традиционални са крљуштима, четири ноге, крила, оштрим зубима и роговима.
Кућу господина Мејнворинг-Елеркер-Онслова представљао је морски змај. Овај змај је нормалан, по данашњим стандардима, нема задње ноге и велики крај репа. Ово је ближе кинеском моделу змајева.
Војвода од Марлбороа користи вајверну која седи усправно на репу са канџама у ваздуху.
Грб породице Ланкашир има гребен вајверне без крила и реп у чвору.

## Модерни змајеви
Књиге с амблемима популарне од касног средњег века до 17. века често представљају змаја као амблем похлепе. Распрострањеност змајева у европској хералдици показује да је змај више од похлепе.
Агости Ксахо, романтични творац митова у 19. веку, спојио је ове митове у свом стваралаштву Leherensuge, прву и последњу змију, која ће се, у његовој новокованој легенди, поново појавити у будућности доносећи препород Баскијске нације.
Змајеви су у модерно доба дуго приказивани као похлепни сакупљачи блага, који жуде за златом и драгуљима. У таквим причама као што је Беовулф, крађа таквог блага изазива змајев бес. У жанру фантазије, међутим, постојао је тренд да се змајеви првобитно приказују у позитивном светлу: као савезници уместо непријатеља, црвени змај из Велса и брат змај из Пољске. Змајеви се све више посматрају као пријатељи људи и као високо интелигентна и племенита створења, мада и даље остају застрашујуће звери легенде. Често се приказују као чувари и блиски пријатељи појединачних људи.
Након открића фосилних птеросаура, змајеви европског типа често се приказују без предњих ногу, а када су на тлу, стоје и ходају на начин птеросаура на стражњим стопалима и зглобовима крила.

### Новија белетристика
Змајеви играју истакнуте улоге у'Средњој земљи Џ.Р. Р. Толкина, посебно у Силмарилиону и Хобиту, и неповезаном Farmer Giles of Ham.
Многе од ових модерних идеја прва је популаризовала Ана МекКафри са својом серијом Dragonriders of Pern.
Урсула К. Ле Гвин у својим књигама о Земљином мору има истакнуте змајеве.
Каснији аутори, попут Кристофера Паулинија, такође су приказивали симпатичне змајеве ликове у Ерагону.
Змајеви Брајана Дејвиса у серији Dragons in Our Midst приказују змајеве као племените и љубазне звери, које имају способност да се жене и размножавају с људима.
Е. Д. Бејкер у Tales of the Frog Princess series често укључује змајеве и људе који могу да се мењају између људског и змајског облика.
Врло популарне серије Песма леда и ватре/Игра престола укључују змајеве и јахаче змајева.
Како дресирати змаја је серија од дванаест књига за децу, коју је написала британска ауторка Кресида Коуел. Књиге су смештене у измишљени викиншки свет и фокусирају се на искуства протагонисте Хикапа док савладава велике препреке на свом путу да постане херој, на тежи начин.
Серија књига Туи Т. Сатерленда Wings of Fire смештена је у свет којим доминирају змајеви, где пет змајева мора довршити пророчанство о окончању двадесетогодишњег рата.